# Uferpark – Gute Zeiten, wilde Zeiten
Uferpark – Gute Zeiten, wilde Zeiten ist eine deutsche Drama-Jugendserie und ein Ableger der Daily-Soap Gute Zeiten, schlechte Zeiten. Die erste Staffel der Serie umfasst 26 Folgen und wird seit 8. November 2024 auf dem Streamingportal RTL+ und ab 18. November auf Toggo ausgestrahlt.
Mit dem Augenmerk auf den ersten Herausforderungen des Erwachsenwerdens, richtet sich die Serie eher an ältere Kinder.

## Inhalt
Die Teenager Amina, Yunis, Lea, Pepe und Milo übernehmen unweit des aus Gute Zeiten, schlechte Zeiten bekannten Kollekiez einen verlassenen Skatepark, den Uferpark, für sich. Die Clique mit unterschiedlichen charakterlichen Eigenschaften steht nicht nur vor der Herausforderung den Skatepark zu verteidigen, sondern auch mit den alltäglichen Problemen des Heranwachsens umzugehen.
Episode 1: Yunis’ Geständnis
- Yunis und seine Crew drehen ein Musikvideo im Park, als sie von einer Gang bedroht werden. Auf der Flucht entdecken sie einen verlassenen Skatepark (Uferpark), der jedoch nicht so verlassen ist, wie er scheint und treffen auf den Aussteiger namens Flo.

Episode 2: Ein Trick für den Uferpark
- Flo droht, die Crew aus dem Uferpark zu werfen, aber Pepe verhandelt, dass sie bleiben dürfen, wenn Lea einen Trick mit dem Skateboard auf der Rampe schafft und die Crew niemanden sonst mit in den Park bringt. Leider wurde Leas Board gestohlen und Yunis und Amina versuchen es zurückzuholen, während Pepe Lea für den komplizierten Trick auf dem Skateboard trainiert.

Episode 3: Stress im Paradies
- Pepe lädt den neuen Song „Ebbe und Flut“ von Yunis unabgesprochen ins Internet hoch, was zu einem Streit mit Yunis führt. Milo und Amina holen eine Sofabank vom Kolle-Kiez (Schauplatz der Serie Gute Zeiten, schlechte Zeiten). Dazu bitten sie Ora Dora um Hilfe beim Transport und Milo verrät versehentlich ihren geheimen Aufenthaltsort (den Uferpark) an Ora Dora.

Episode 4: Date-Doktor Pepe
Episode 5: Unter Druck
Episode 6: Yunis vs. Ben
Episode 7: Das Band-Casting
Episode 8: Falafel Forever
Episode 9: Die Stromrechnung
Episode 10: Leas Entscheidung  
Episode 11: Das Rap-Battle
Episode 12: Band-Contest im Mauerwerk  
Episode 13: Crew oder nicht?
Episode 14: Pieep!!
Episode 15: Ein Song für Amina
Episode 16: Das Freundschaftsreferat
Episode 17: Zwei auf einem Floß
Episode 18: Ein Alter Freund
Episode 19: Sprachi mit Folgen
Episode 20: Alles zu spät?
Episode 21: Leas großes Finale
Episode 22: Festgeklebt
Episode 23: Die Haselmaus
Episode 24: Die letzte Nacht im Uferpark
Episode 25: Finnel for Fame
Episode 26: Was geht ab

## Produktion
Der erste Castingaufruf für die Besetzung der Hauptdarsteller fand im Dezember 2023 statt. Gesucht wurden junge Herangewachsene im Alter zwischen 15 und 21 Jahren mit Affinität zum Skaten, BMX-Fahren, Singen oder Rappen.
Der Drehstart der Drama-Jugendserie war im Mai 2024. Insgesamt waren drei Monate für den Dreh der 26 bestellten Episoden geplant. Für die Dreharbeiten diente u. a. der Berliner Mellowpark als Kulisse.

## Besetzung
| Schauspieler         | Rolle                                  | Episoden | Zeitraum | Bemerkung                                                  |
| -------------------- | -------------------------------------- | -------- | -------- | ---------------------------------------------------------- |
| Tanaz Molaei         | Amina                                  | 1–       | 2024–    | Ex-Freundin von Yunis; beste Freundin von Lea              |
| Victor Bass          | Yunis                                  | 1–       | 2024–    | Ex-Freund von Amina                                        |
| Salimou Thiam        | Ben                                    | 1–       | 2024–    | BMX-Fahrer, guter Textschreiber, sehr guter Rapper         |
| Maja Merkord         | Lea                                    | 1–       | 2024–    | junges Talent auf dem Skateboard; beste Freundin von Amina |
| Konrad Neidhardt     | Pepe                                   | 1–       | 2024–    | Manager von Yunis                                          |
| Jesse Beyerling      | Milo                                   | 1–       | 2024–    | ehem. Flötist/Musiker                                      |
| Wolfgang Bahro       | Prof. Dr. Dr. Hans-Joachim „Jo“ Gerner | 1–       | 2024–    | Rolle aus Gute Zeiten, schlechte Zeiten                    |
| Martin Bretschneider | Florian „Flo“ Kiener                   | 1–       | 2024–    | Bruder von Sandra; wohnt im Uferpark                       |
| Ilona Schulz         | Ora Dora                               | 1–       | 2024–    | Besitzerin der Bubble Tea Bar                              |
| Andrea Cleven        | Sandra Kiener                          | 4-       | 2024–    | Schwester von Flo                                          |